# Hipocalcemia
La hipocalcemia es el trastorno hidroelectrolítico, dado por un bajo nivel de calcio en sangre. En seres humanos consisten en un nivel sérico menor de 2.1 mmol/ml u 8.5 mg/dL. Puede ocurrir como consecuencia de disminución de la fracción del calcio ionizado: los niveles bajos de calcio incrementan la permeabilidad de la membrana neuronal a los iones sodio, provocando una despolarización progresiva que aumenta la posibilidad de potenciales de acción, observándose un acrecentamiento del nivel de contracción muscular o incluso tetania. 
Entre los efectos cardíacos se encuentran la prolongación de la fase del potencial de acción y, por lo tanto, del Intervalo QT en el electrocardiograma. Además, la hipocalcemia acorta la duración de la sístole ventricular.

## Clasificación
Las hipocalcemias son de dos tipos principales:
- Hipocalcemia por reducción del calcio ionizado
- Hipocalcemia por deficiencia en la acción de la PHT (hormona paratiroidea), bien por insuficiente secreción o por alteración en la respuesta del órgano diana

## Causas
La hipocalcemia por disminución del calcio ionizado se presenta en pacientes a quienes se les administran altos volúmenes de sangre citratada (el citrato fija el calcio) como ocurre, por ejemplo, en el trasplante de hígado o en grandes operaciones cardiovasculares.
Principales causas de hipocalcemia:
- Hipoparatiroidismo,[2]
- Extracción quirúrgica de toda la tiroides, llevándose en la cirugía a las glándulas paratiroides,
- Hipomagnesemia,
- Pancreatitis aguda,
- Seudohipoparatiroidismo,
- Déficit de vitamina D,
- Transfusión masiva de sangre,
- Síndrome de Di George,
- Tratamiento con diuréticos,
- Hiperfosfatemia,
- Hipoalbuminemia,
- Alcoholismo crónico,

El hipoparatiroidismo idiopático de herencia autosómica dominante se asocia a hipogonadismo, insuficiencia suprarrenal y anemia perniciosa. El adquirido se observa ocasionalmente después de tiroidectomía o paratiroidectomía. Es infrecuente que los tumores de cuello, como el carcinoma, infiltren la glándula paratiroidea.
Los pacientes con seudohipoparatiroidismo muestran una falta de respuesta a la acción hormona paratiroidea. Estos pacientes presentan ciertas características especiales: cara redonda, cuello corto, estatura pequeña, dedos cortos, retraso mental y cataratas.
En la pancreatitis aguda se reduce la secreción de hormona paratiroidea desvirtuando, en gran parte, la idea de que la hipocalcemia se debe a la saponificación del calcio por las grasas hidrolizadas por la lipasa durante el proceso inflamatorio.
La ausencia congénita de la tercera y cuarta bolsa branquiales determina la agenesia tímica y el déficit de linfocitos T, así como una falta congénita de glándula paratiroidea. Esta asociación se conoce como síndrome de Di George y suele producir una hipocalcemia muy intensa.
Cuando se transfunden cantidades masivas de sangre, el citrato empleado como anticoagulante, quela el calcio, pudiendo aparecer síntomas de hipocalcemia.

## Cuadro clínico
La hiperexcitabilidad neuromuscular es la causa de la mayoría de los síntomas de la hipocalcemia.
La hipocalcemia aguda se manifiesta por parestesias (hormigueo y adormecimiento de los dedos y de la región perioral), reflejos hiperactivos, espasmo carpopedal, irritabilidad, signo de Chvostek (espasmo facial, especialmente de la comisura labial al percutir el nervio facial por delante de la oreja) y signo de Trousseau (espasmo muy doloroso del carpo al aumentar la presión del manguito de tensión arterial por encima de las cifras sistólicas durante 3 minutos). En los casos graves se observan opistótonos, tetania y convulsiones generales o focales.
En el electrocardiograma se aprecia prolongación del segmento ST del intervalo QT, debido a la prolongación de la fase 2 del potencial de acción.

## Diagnóstico
El diagnóstico de la hipocalcemia se basa en las manifestaciones clínicas, los hallazgos electrocardiográficos y se confirma por la medición de los niveles séricos de calcio total y/o calcio iónico. La titulación del PTH sirve para identificar hipoparatiroidismo, y la de los niveles de fósforo y magnesio pueden aclarar la etiología.

## Tratamiento
En general la hipocalcemia de por sí es indicación de tratamiento, aún la asintomática por el peligro de la aparición de síntomas que pueden poner en peligro la vida del paciente.
El tratamiento está orientado a corregir la causa de la hipocalcemia. La reposición del calcio puede hacerse por vía oral o intravenosa. En los casos de hipocalcemia sintomática severa es necesario utilizar la vía I.V.
Se administran 10 a 20 ml de gluconato de calcio al 10% IV a una velocidad menor a 2 ml/minuto, bajo vigilancia electrocardiográfica (especialmente en los pacientes que reciben digitálicos) y después 15 a 20 mg de calcio elemental por kilogramo de peso corporal en 1000 ml de dextrosa al 5% en AD en un período de 8-12 horas. Cada ampolla de 10 ml de gluconato de calcio al 10% tiene 90 mg de calcio elemental. Se deben tomar determinaciones séricas cuando menos cada seis horas para vigilar la respuesta al tratamiento y decidir el momento en que se puede cambiar a una preparación oral (carbonatos de calcio).
La infiltración de una solución parenteral produce necrosis de los tejidos. Por ello se debe tener máximo cuidado en la colocación de la infusión y en su control permanente. No se debe añadir calcio a soluciones intravenosas que contengan bicarbonato o fosfato por el fenómeno de precipitación.
Se debe tener precaución en los casos de hipoalbubinemia donde se aprecia una hipocalcemia ficticia, puesto que el nivel de calcio ionizado es normal. El ajuste se realiza considerando que por cada g/100 ml de disminución de la albúmina sérica (a partir de 4 g/100 ml) disminuye el calcio sérico 0,75 mg/100 ml.
Para que se produzca una repleción adecuada de calcio, los niveles séricos de magnesio deben ser normales.